# Заглемб'є (футбольний клуб, Сосновець)
«Загле́мб'є Сосно́вець» (пол. Zagłębie Sosnowiec) — професіональний польський футбольний клуб з міста Сосновець.

## Історія
Колишні назви:
- 1906: КС Міловиці (пол. KS [Klub Sportowy] Milowice)
- 1908: ТС Уніон Сосновець (пол. TS [Towarzystwo Sportowe] Union Sosnowiec)
- 1914—1917: не виступав
- 1918: ТС Вікторія Сосновець (пол. TS Victoria Sosnowiec)
- 1931: ТС Унія Сосновець (пол. TS Unia Sosnowiec)
- 1939—1944: не виступав
- 1945: РКС Сосновець (пол. RKS [Robotniczy Klub Sportowy] Sosnowiec)
- 1945: РКУ Сосновець (пол. RKU [Rejonowa Komenda Uzupełnień] Sosnowiec)
- 1948: ЗКСМ Унія Сосновець (пол. ZKSM [Związkowy Klub Sportowy Metalowców] Unia Sosnowiec)
- 1949: ЗКС Сталь Сосновець (пол. ZKS [Zakładowy Klub Sportowy] Stal Sosnowiec)
- 1962: ГКС Заглемб'є Сосновець (пол. GKS [Górniczy Klub Sportowy] Zagłębie Sosnowiec)
- 1993: Сталь Сосновець (пол. Stal Sosnowiec)
- 1994: МОСіР Сосновець (пол. MOSiR [Miejski Ośrodek Sportu i Rekreacji] Sosnowiec)
- 1994: СТС Сосновець (пол. STS [Sosnowieckie Towarzystwo Sportowe] Sosnowiec)
- 1994: СТС Заглемб'є Сосновець (пол. STS Zagłębie Sosnowiec)
- 2001: Заглемб'є Сосновець ССА (пол. Zagłębie Sosnowiec SSA [Sportowa Spółka Akcyjna])
- 2004: Заглемб'є Сосновець СА (пол. Zagłębie Sosnowiec SA [Spółka Akcyjna])

У 1906 році у Міловицях (пізніше приєднано до Сосновця) був організований спортивний клуб, який отримав назву «КС „Міловиці“». Але клуб не був зареєстрований, і тому 1908 року був переєстрований у філію петербурзького клубу «Уніон» з назвою «Уніон Сосновець». Після Першої світової війни наприкінці 1918 року клуб відновив діяльність з новою назвою «Вікторія Сосновець». У 1931 відбулося об'єднання з іншим сосновецьким клубом «КС Сосновець» і клуб перейменовано на «Унія Сосновець». У клубі крім футбольної існували також секції хокею на льоді, боксу, спортивних ігор, ковзанярства, велосипедну, мотоциклічну, легкої атлетики, тенісу і туристично-краєзнавчу.
Після Другої світової війни у 1945 році клуб відновив діяльність з новою назвою «РКС Сосновець», яку незабаром змінив на «РКУ Сосновець». У 1948 рішенням польських влад багато клубів розформовано і організовано галузеві клуби на зразок радянських команд. Сосновецький клуб був приписаний до металургійної промисловості і перейменований на «Унія Сосновець». Рік пізніше отримав назву «Сталь Сосновець». У 1955 році команда дебютувала у І лізі і відразу здобула срібні медалі. У 1958 році попрощалася з нею. У 1960 році повернувся до найвищої ліги, а вже за два роки з назвою «Заглемб'є Сосновець» здобув Кубок Польщі і дебютував в європейських турнірах. У 1986 році клуб знову вилетів з І ліги, потім виступав ще у найвищій лізі у 1989-1992 р.р. і в сезоні 2007/08.
У 1993 році клуб змінив назву на «Сталь Сосновець», а у наступному році отримав сучасну назву «Заглемб'є Сосновець».

## Титули та досягнення
- Чемпіонат Польщі:
  - срібний призер (4): 1955, 1964, 1967, 1972.
  - бронзовий призер (3): 1962, 1963, 1965.
- Кубок Польщі:
  - володар (4): 1962, 1963, 1977, 1978
  - фіналіст (1): 1971
- Кубок Ліги Польщі:
  - фіналіст (1): 1978 (неофіційно)

Участь у євротурнірах:
- Кубок володарів кубків УЄФА:
  - 1 раунд (5): 1962/1963, 1963/1964, 1971/1972, 1977/1978, 1978/1979
- [[Файл:|16px]] Кубок УЄФА/Ліга УЄФА:
  - 1 раунд: 1972/1973
- Кубок Інтертото:
  - 1/2 фіналу: 1966/1967
  - 1 місце у групі: 1967/1968, 1975/1976
  - 2 місце у групі: 1965/1966, 1969/1970, 1970/1971, 1976/1977, 1977/1978
  - 3 місце у групі: 1963/1964